# Nowa Wieś Kościerska (przystanek kolejowy)
Nowa Wieś Kościerska – zlikwidowany przystanek osobowy w Nowej Wsi Kościerskiej na linii kolejowej Kościerzyna – Gołubie Kaszubskie, w województwie pomorskim. Obecnie w miejscu torowiska, znajduje się droga gruntowa. Jedyne widoczne ślady po dawnej linii kolejowej to nasypy kolejowe oraz budynek dworca adaptowany do celów mieszkalnych.